# 原生质球

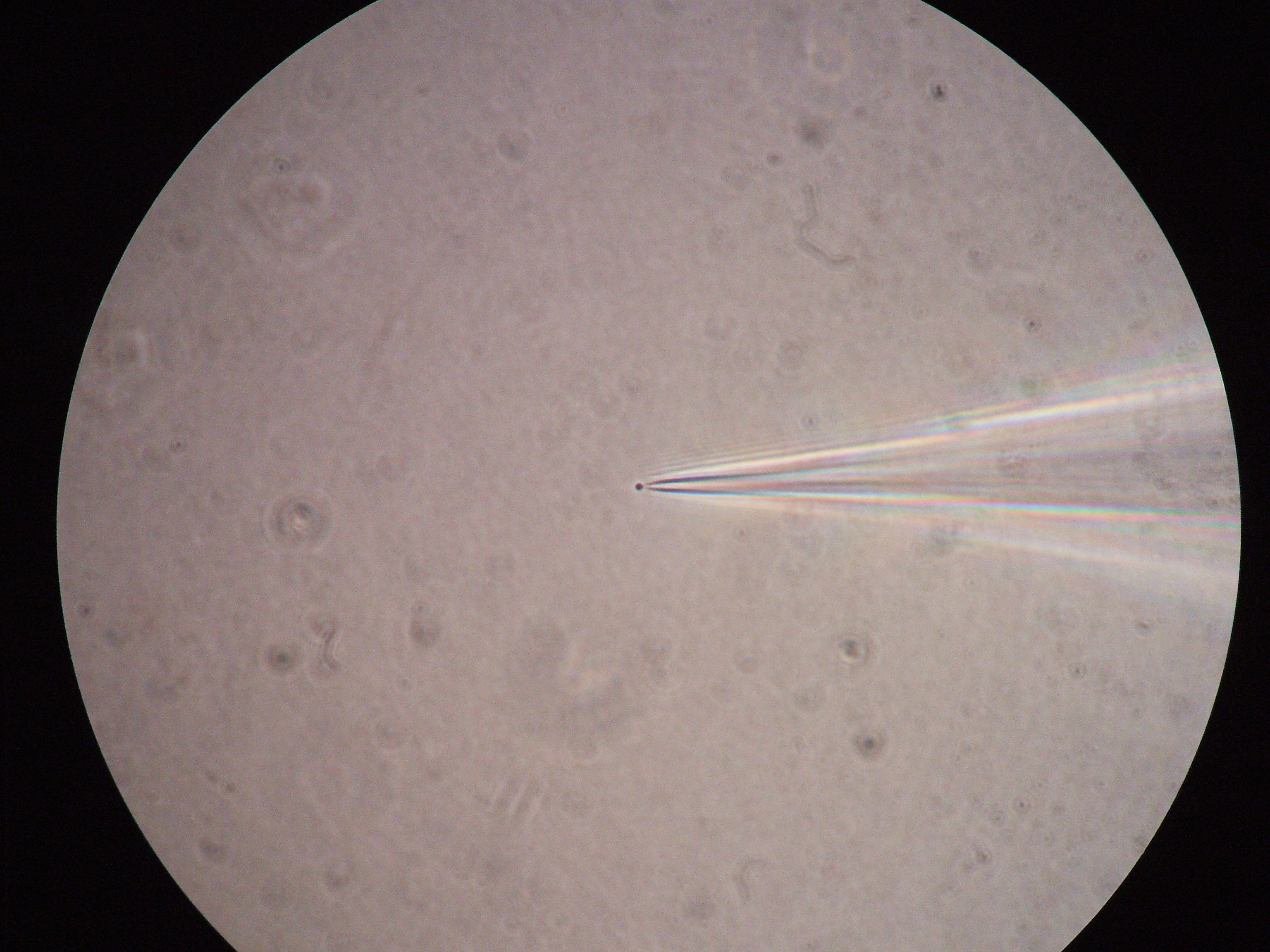
显微镜下观察到的大肠杆菌原生质球

原生质球又称球形質體，是指细菌、酵母，或真菌细胞经人为处理而失去部分细胞壁（仅去除细胞壁内层坚硬的肽聚糖）后，其余部分在表面张力作用下形成的球状体。
原生质球对渗透压敏感，置于低渗透压溶液中，原生质球将会破裂。
原生质球可用于抗生素的筛选中。如果某一种细菌经药物处理后，可观察到原生质球的形成，就能推定这种药物能抑制该菌的细胞壁合成。